# Christen Lindencrone
Christen Lintrup (de) Lindencrone (24. december 1703 (andre kilder oplyser 1705) i Løgstør – 17. august 1772 på Gjorslev) var en dansk godsejer og supercargo i Det Ostindiske Kompagni. Han var bygherre for Lindencrones Palæ i Frederiksstaden i København.
Christen Lintrup var født den 24. december 1705; som ganske ung trådte han i Ostindisk Kompagnis tjeneste, hvor han 1733 var steget til overassistent. 1736 blev han supercargo og gjorde som sådan 3 rejser med kompagniets skibe til Kina; hjemkommen fra den sidste rejse 1741 trådte han ud af kompagniets tjeneste og giftede sig 7. november 1742 med Mette Holmsted (født 14. juli 1722), datter af etatsråd, borgmester Frederik Holmsted. 1743 blev han udnævnt til kammerråd og købte samme år af kongen Gjorslev, Søholm og Erikstrup med i alt 2668 tønder hartkorn for 60.000 Rdl.; disse godser, som fra 1718 havde været rytterdistrikter, og som var i en elendig tilstand, søgte han på alle måder at forbedre. Han byggede skoler, ombyggede gårdene, indførte kartoffeldyrkning, indskrænkede hoveriet og eftergav 1760 i anledning af enevoldsjubilæet bønderne restancer til et beløb af 16.000 Rdl.; endelig ophævede han 1767 mod bøndernes ønske hoveriet og indførte 1769 arvefæste på yderst billige vilkår. Hans reformer kom imidlertid for tidligt, og alle hans bestræbelser var forgæves; bønderne sank stedse dybere i fattigdom, vel til dels på grund af, at der ikke samtidig fandt en udskiftning sted. Lintrup, der 1756 var blevet optaget i adelstanden under navnet Lindencrone, fik 1763 sine godser oprettet til stamhus; 1766 blev han udnævnt til etatsråd, og han døde på Gjorslev den 17. august 1772; hans hustru døde i København den 28. november 1793.
Et chatol, som Lindencrone hjemførte, blev i 1991 erhvervet af Kulturværdiudvalget og overdraget til Kunstindustrimuseet. Skabet er fremstillet i 1741 af snedkeren Assam Goa i Canton og hjemtaget af Lindencrone på en af hans i alt fem handelsrejser til Kina. Det blev hjemført til København året efter sammen med andre møbler og kunstgenstande på Asiatisk Kompagnis skib Dronningen af Danmark.